# Handral, Muddebihal
Handral là một làng thuộc tehsil Muddebihal, huyện Bijapur, bang Karnataka, Ấn Độ.